# Redington Beach
Redington Beach es un pueblo ubicado en el condado de Pinellas en el estado estadounidense de Florida. En el Censo de 2010 tenía una población de 1.427 habitantes y una densidad poblacional de 425,46 personas por km².

## Geografía
Redington Beach se encuentra ubicado en las coordenadas 27°48′34″N 82°48′44″O / 27.80944, -82.81222. Según la Oficina del Censo de los Estados Unidos, Redington Beach tiene una superficie total de 3.35 km², de la cual 0.93 km² corresponden a tierra firme y (72.36%) 2.43 km² es agua.

## Demografía
Según el censo de 2010, había 1.427 personas residiendo en Redington Beach. La densidad de población era de 425,46 hab./km². De los 1.427 habitantes, Redington Beach estaba compuesto por el 95.3% blancos, el 0.35% eran afroamericanos, el 0.07% eran amerindios, el 2.52% eran asiáticos, el 0% eran isleños del Pacífico, el 0.21% eran de otras razas y el 1.54% pertenecían a dos o más razas. Del total de la población el 3.78% eran hispanos o latinos de cualquier raza.